# Boysetsfire
I Boysetsfire sono un gruppo hardcore punk statunitense fondato nel 1994 a Newark nel Delaware.

## Storia del gruppo
I Boysetsfire sono uno dei gruppi di rappresentanza di quel filone post hardcore che era andato a mescolarsi con l'ondata emo dei primi anni novanta. La strada fatta da Consider a The Misery Index: Notes From The Plague Years è tanta e li ha portati quasi a cambiare totalmente genere, tanto che in dodici anni di carriera sono diventati capofila del genere, non abbandonando però i messaggi che trascinavano dagli inizi. Contano una discografia iniziata con un paio di demo e di EP e terminata con vari album e raccolte e, come citato, sono passati in questi anni da un suono molto à la Snapcase (coi quali hanno fatto uno split, oltre a Coalesce e Shai Hulud), ad una serie di brani molto melodici spesso molto da sing-along, esempio è Walk Astray, da The Misery Index: Notes From The Plague Years.
Dopo una serie di tour e di album, il 31 luglio 2006 il gruppo ha deciso di chiudere la carriera, con un ultimo tour in Europa e in America. Hanno effettuato però una reunion nel 2010 (membri originali rimasti sono il cantante e i due chitarristi) e hanno inciso altri 2 album.
Contrariamente a molti altri gruppi su etichette come Victory Records o Equal Vision, un gruppo come i Boysetsfire che hanno iniziato con una demo intitolata Premonition, Change, Revolt non hanno mai abbandonato i messaggi d'estrema sinistra che hanno sempre lasciato nei testi, per quanto alla fine non fossero la massima rappresentanza della tradizione hardcore di non suonare in locali enormi, e di essere totalmente indipendenti da legami con major o comunque etichette grosse.

## Formazione
| - Nat Gray - voce, tastiere (1994–) - Josh Latshaw - chitarra (1994–) - Chad Istvan - chitarra (1994–) - Robert Ehrenbrand - basso (2004–2011, 2013–) - Chris Rakus - basso (2013–) - Jared Shavelson - batteria (2013–) | - Darrell Hyde - basso (1994–1999) - Rob Avery - basso (1999–2004) - Marc Krupanski - basso (2011–2013) - Matt Krupanski - batteria (1994–2013) - Dan Pelic - batteria (2013) - Lee Dickerson - chitarra (2013) |

## Discografia
Album in studio
- 1997 - The Day The Sun Went Out
- 2000 - After the Eulogy
- 2003 - Tomorrow Come Today
- 2006 - The Misery Index: Notes from the Plague Years
- 2013 - While a Nation Sleeps
- 2015 - Boysetsfire

Demo
- 1994 - Boysetsfire
- 1995 - Premonition, Change, Revolt

EP
- 1996 - Consider
- 1998 - In Chrysalis
- 2001 - Suckerpunch Training
- 2013 - Bled Dry
- 2013 - The Casting Out

Live
- 2002 - Live for Today
- 2009 - Farewell Show

Raccolte
- 2005 - Before The Eulogy

Split
- 1996 - This Crying This Screaming, My Voice is Being Born (con Jazz Man's Needle e Magic Bullet)
- 1998 - Boysetsfire/Coalesce (con Coalesce e Hydrahead)
- 1999 - Snapcase vs. Boysetsfire (con Snapcase e Equal Vision)
- 2000 - Crush 'Em All (con Shai Hulud e Undecided)
- 2014 - Split 7" (con i Funeral for a Friend)
- 2015 - Split 10" (con i KMPFSPRT)